# Epidendrum rhopalostele
Epidendrum rhopalostele är en orkidéart som beskrevs av Eric Hágsater och Dodson. Epidendrum rhopalostele ingår i släktet Epidendrum och familjen orkidéer.
Artens utbredningsområde är Peru. Inga underarter finns listade i Catalogue of Life.